# Ла-Девіз
Ла-Девіз (фр. La Devise) — муніципалітет у Франції, у регіоні Нова Аквітанія, департамент Приморська Шаранта. Ла-Девіз утворено 1-1-2018 шляхом злиття муніципалітетів Шерветт, Сен-Лоран-де-ла-Баррієр i Вандре. Адміністративним центром муніципалітету є Вандре.  Населення — 1194 особи (01.01.2021).